# Pantophthalmus argyropastus
Pantophthalmus argyropastus är en tvåvingeart som först beskrevs av Jacques-Marie-Frangile Bigot 1880.  Pantophthalmus argyropastus ingår i släktet Pantophthalmus och familjen Pantophthalmidae. Inga underarter finns listade i Catalogue of Life.